# Ed Gamble
Edward Stephenson Jamison Gamble (født 11. marts 1986) er en engelsk komiker, der er kendt for at være medvært på The Peacock and Gamble Podcast og hans regelmæssige optræden i Mock the Week. Han har gået på Durham University, hvor han begyndte sin comedy-karriere ved at optræde med Durham Revue, og i 2007 var han finalist til Chortle Student Comedy Awards.
Gamble vandt niende sæson af det britisk program Taskmaster i 2019.